# 시라노; 연애조작단
《시라노; 연애조작단》은 김현석 감독의 2010년 영화이다. 에드몽 로스탕의 희곡 《시라노 드 베르주라크》를 현대적으로 재해석해 제작되었다.

## 줄거리
100% 성공률에 도전하는 ‘시라노 에이전시’는 연애에 서투른 사람들을 대신해 연애를 이루어주는 연애조작단이다. 때로는 영화 촬영장을 방불케 하는 조직적인 움직임으로, 때로는 비밀 작전 수행처럼 완벽하게 짜여진 각본으로 의뢰인의 사랑을 이루어주는 연애 에이전시. 그들의 신조는 ‘음지에서 일하고 양지를 지향 안 한다’이다. 그러던 어느 날 에이전시 대표인 병훈(엄태웅)과 그의 작전요원 민영(박신혜)은 예측불허의 의뢰인 상용(최다니엘)을 만나게 되는데…. 스펙은 최고이나, 연애는 꽝인 2% 부족한 스펙남 상용이 사랑에 빠진 여자는 속을 알 수 없는 사랑스런 외모의 희중(이민정 분)이다. 의뢰인의 타깃녀 희중의 프로필을 본 순간, 고민에 빠진 병훈…

## 캐스팅
- 엄태웅 : 이병훈 역
- 이민정 : 김희중 역
- 최다니엘 : 이상용 역
- 박신혜 : 오민영 역
- 박철민 : 철빈 역
- 전민준 : 재필 역
- 송새벽 : 김현곤 역
- 류현경 : 조선아 역
- 이미도 : 소윤 역
- 이미소 : 미수 역
- 도용구 : 장로 역
- 김일웅 : 대현 역
- 이창주 : 프로포즈남 역
- 장은아 : 프로포즈여 역
- 이도우 : 타겟녀 역
- 황만익 :  감독관 역
- 박영진
- 송다은 : 요가선생님 역
- 원현준 : 덩치 1 역
- 김주영 : 한국 시라노 역
- 김일웅 : 대연 역
- 김영무 : 병훈 친구 1 역
- 이대연 : 목사 역 (특별 출연)
- 권해효 : 권 사장 역 (특별 출연)
- 김지영 : 희중 선배 유미 역 (특별 출연)

## 수상
- 제31회 청룡영화상 신인여우상 이민정
- 제31회 청룡영화상 각본상 김현석
- 제47회 대종상 신인여우상 이민정
- 제47회 대종상 여자인기상 이민정
- 제13회 디렉터스 컷 시상식 올해의 여자 신인연기자상 이민정
- 제6회 대한민국 대학영화제 신인여우상 이민정
- 제6회 대한민국 대학영화제 남우조연상 박철민
- 제6회 대한민국 대학영화제 각본상 김현석
- 제3회 스타일 아이콘 어워즈 스타일 아이콘 여자 영화배우 부문 이민정
- 제47회 백상예술대상 영화 여자인기상 박신혜